# 木内信
木内 信（きうち しん、文久3年（1863年） - 大正15年（1926年）8月18日）は、日本の政治家。衆議院議員。号は澄堂、晩翠。

## 来歴
信濃国佐久郡岸野村（現長野県佐久市）生まれ。長野県師範学校卒業後、明治10年（1877年）同郡八幡村の彰蔵学校教員となり、自由民権運動家として活動する。同18年（1885年）には早川権弥、立川雲平らと東信友誼会を結成し、同20年（1887年）に上京して条約改正反対、地租軽減、言論集会の自由を求めた三大建白書を元老院に提出した。
同22年（1889年）に岸野村会議員から長野県会議員に当選、同26年（1893年）には岸野村長に就任。翌年（1874年）第3回衆議院議員総選挙に初当選し、予算委員を務める。同32年（1899年）に南佐久郡会議員や同議長となる。